# Белокаменное (озеро, Казахстан)
Белокаменное — озеро в Карабалыкском районе Костанайской области Казахстана. Находится в 21 км к югу от посёлка Новотроицкий и в 7 км к западу от Светлое.
По данным топографической съёмки 1958 года, площадь поверхности озера составляет 5,08 км². Наибольшая длина озера — 4,4 км, наибольшая ширина — 2,1 км. Длина береговой линии составляет 11,4 км, развитие береговой линии — 1,33. Озеро расположено на высоте 217,2 м над уровнем моря.